# Prezydent Stanów Zjednoczonych

Flaga prezydenta Stanów Zjednoczonych

Prezydent Stanów Zjednoczonych (ang. President of the United States, skr. POTUS) – głowa państwa Stanów Zjednoczonych, na mocy artykułu II Konstytucji sprawuje władzę wykonawczą kraju, jest naczelnym dowódcą sił zbrojnych, może też żądać pisemnych opinii od kierujących wszystkimi departamentami rządowymi w zakresie podległych im spraw. Prezydentowi przysługuje też prawo darowania bądź zawieszania kar, za wszystkie przestępstwa przeciw Stanom Zjednoczonym, z wyjątkiem kar wynikłych z nadużyć popełnionych w trakcie sprawowania urzędów. W porozumieniu z Senatem i za zgodą 2/3 obecnych na posiedzeniu senatorów, ma prawo zawierania umów międzynarodowych, powoływania za zgodą Senatu ambasadorów, konsulów, sędziów Sądu Najwyższego i ministrów pełnomocnych oraz wszystkich urzędników federalnych, których sposób powoływania nie został inaczej ustanowiony konstytucją bądź ustawami. 

## Funkcje i prerogatywy prezydenckie

### Kierowanie administracją
Na podstawie konstytucji, prezydent jest szefem administracji Stanów Zjednoczonych. Rola ta obejmuje kierowanie pracami całego aparatu administracji federalnej. Zapewnia wykonanie prawa, odbywa spotkania z ważnymi osobistościami, decyduje o zawieszeniach kar i ułaskawieniach, wydaje też akty wykonawcze oraz koordynuje pracę 150 departamentów i agencji rządowych. W wykonywaniu tych zadań korzysta z pomocy 13 sekretarzy departamentów, tworzących jego gabinet oraz biura Białego Domu.

### Dowódca sił zbrojnych
Prezydent jest najwyższym przełożonym amerykańskich sił zbrojnych. Nakłada to na niego odpowiedzialność za rozwój, szkolenie, nadzór oraz rozmieszczenie wszystkich sił zbrojnych państwa. Dokonuje przeglądu wojsk, oraz przyznaje odznaczenia wojskowe. Ciąży też na nim obowiązek dbałości o bezpieczeństwo narodowe kraju, także w aspekcie militarnym. Korzysta w tym celu z doradców wojskowych oraz cywilnych doradców do spraw bezpieczeństwa.

### Kierownik dyplomacji
Prezydent jest liderem, inicjatorem i kierującym polityką zagraniczną. Ustala kierunki polityki zagranicznej państwa, prowadzi rozmowy z liderami innych państw, spełnia funkcje ceremonialne wobec przedstawicieli innych państw oraz podejmuje decyzje w sprawach polityki zagranicznej. Jednymi z prerogatyw prezydenta są w tym zakresie:
- ustanawianie ambasadorów państwa przy Organizacji Narodów Zjednoczonych;
- prowadzenie negocjacji oraz zawieranie umów z innymi państwami;
- podróże zagraniczne w imieniu państwa.

### Funkcje legislacyjne
Głowa państwa jest w Stanach Zjednoczonych także liderem legislacji, który rekomenduje, doradza i w pewnym zakresie także kieruje Kongresem w procesie tworzenia prawa. W styczniu każdego roku, jako lider legislacji, na połączonej sesji obu izb parlamentu prezydent wygłasza orędzie o stanie państwa. W mowie tej, przedstawia stan spraw państwa w zakresie stosunków wewnętrznych i zagranicznych, wraz z przedstawieniem swoich zamiarów na cały rok. Po zakończeniu procesu legislacyjnego w Kongresie, dla wejścia w życie każdej ustawy niezbędna jest jej akceptacja przez prezydenta wyrażona w formie podpisu.
Prezydent ma też możliwość wydania rozporządzenia wykonawczego, które uzyskuje pełną moc prawną w momencie złożenia podpisu przez prezydenta i bez głosowania w kongresie. Może jednak zostać zniesione przez kongres w standardowym trybie postępowania lub unieważnione przez Sąd Najwyższy.

### Przywództwo partii politycznej
Prezydent jest liderem swojej partii politycznej, tak długo jak długo piastuje swój urząd. Partia prezydencka udziela mu pomocy w zakresie identyfikacji potrzeb społeczeństwa oraz reakcji obywateli na program prezydentury. Przewodnictwo partii politycznej wiąże się też z pomocą udzielaną przez prezydenta w różnego rodzaju kampaniach wyborczych członków swojej partii.

## Wybór prezydenta

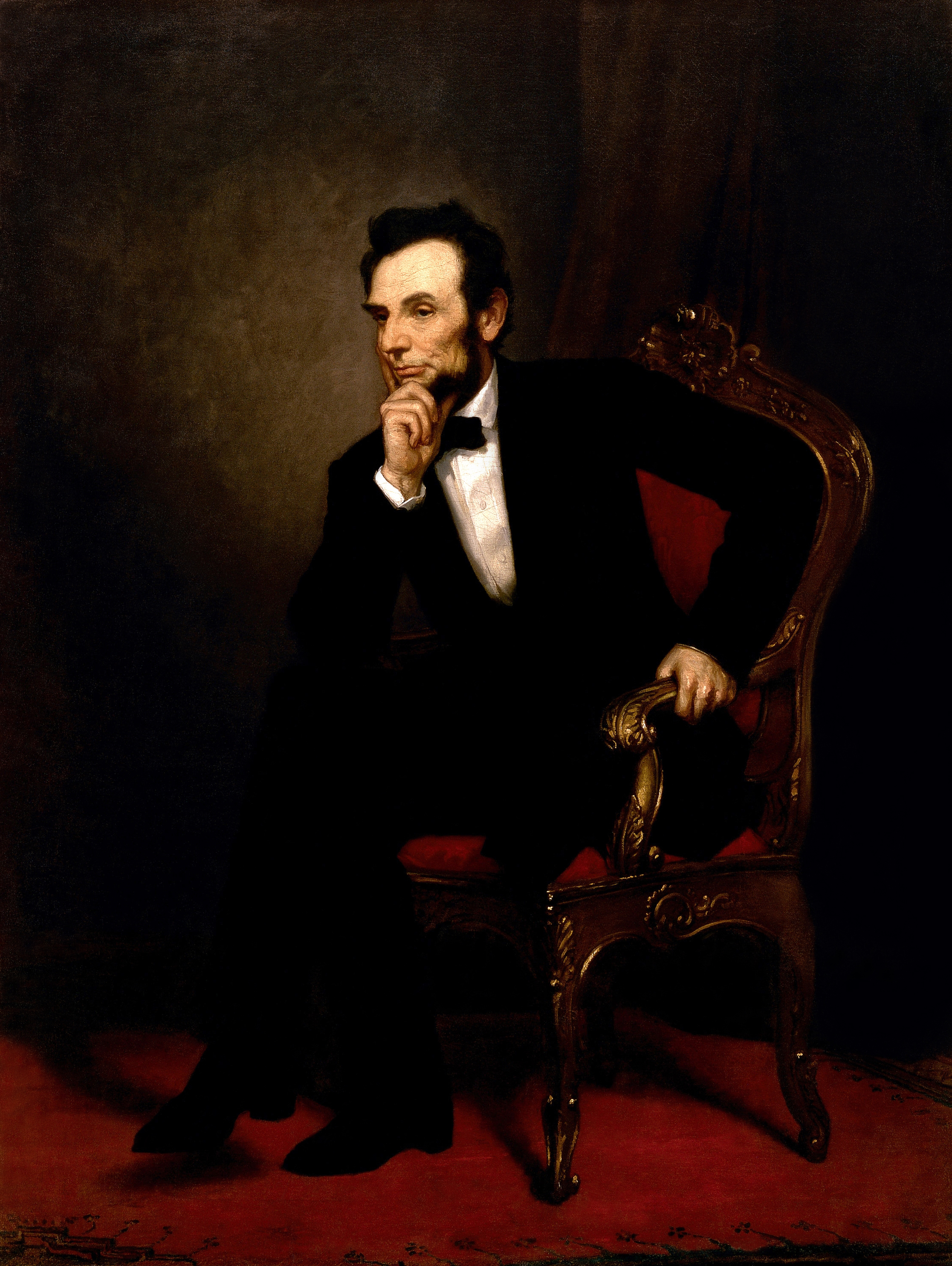
Odrestaurowany obraz olejny z 1869 roku przedstawiający Abrahama Lincolna uważanego za jednego z najwybitniejszych prezydentów USA

### Kadencja prezydenta
Prezydent Stanów Zjednoczonych jest wybierany na cztery lata; wybory zawsze odbywają się w pierwszy wtorek po pierwszym poniedziałku listopada (czyli pomiędzy 2 a 8 listopada) roku podzielnego przez cztery. Od 1937 roku zaprzysiężenie odbywa się 20 stycznia (w przypadku gdy 20 stycznia wypada w niedzielę to oficjalna ceremonia zaprzysiężenia odbywa się 21 stycznia – ostatnia jak do tej pory taka sytuacja nastąpiła w 2013 roku) następnego roku, o godzinie 12:00 czasu waszyngtońskiego (18:00 czasu polskiego), do 1933 roku miało to miejsce 4 marca. Liczba kadencji jest konstytucyjnie ograniczona do dwóch. Jeżeli jednak wiceprezydent obejmuje opróżniony urząd w trakcie trwania kadencji dotychczasowego prezydenta przez okres dłuższy niż dwa lata, wtedy może być wybrany tylko jeden raz. W 1951 roku weszła w życie XXII poprawka do Konstytucji Stanów Zjednoczonych regulująca ten problem. Przedtem istniało prawo zwyczajowe ograniczające liczbę kadencji do dwóch, które złamał jedynie Franklin Delano Roosevelt (wybrany w 1940 roku na trzecią i w 1944 roku na czwartą kadencję). W przypadku śmierci, zrzeczenia się lub usunięcia z urzędu dotychczasowej głowy państwa, prezydentem zostaje wiceprezydent, który jest wybierany wspólnie z prezydentem. Dotychczas w historii Stanów Zjednoczonych działo się tak dziewięć razy: po raz pierwszy w 1841 roku kiedy wiceprezydent John Tyler został prezydentem po śmierci Williama Henry’ego Harrisona, a po raz ostatni w 1974 roku, kiedy Gerald Rudolph Ford wstąpił do Białego Domu po rezygnacji Richarda Milhousa Nixona. Wiceprezydent „dokańcza” wtedy kadencję swego poprzednika.

### Sposób wyboru
Prezydent Stanów Zjednoczonych jest wybierany w wyborach pośrednich. W dniu głosowania wybiera się teoretycznie, elektorów, tworzących Kolegium Elektorów. Ciało to nigdy nie konstytuuje się, a jego członkowie są – dla większości wyborców – anonimowi; elektorzy z każdego stanu zbierają się w pierwszy poniedziałek po drugiej środzie grudnia w siedzibie władz stanowych i tam oddają głosy. Zgodnie z art. II Konstytucji Stanów Zjednoczonych o sposobie doboru elektorów decyduje stanowa legislatura (a zatem wcale nie musieliby oni być wybierani w głosowaniu powszechnym, zresztą w XIX wieku wiele stanów praktykowało wybór elektorów przez stanowe legislatywy). System ten (liczba miejsc w kolegium zależy od liczby reprezentantów + 2 senatorów danego stanu) zakłada, że kandydat, który uzyskał choćby jeden głos przewagi w danym stanie uzyskuje cały pakiet jego głosów; system ten (który nie obowiązuje w Nebrasce i Maine, które umożliwiają wybór elektorów z różnych partii) ma swoje wady. Zdarza się bowiem, że kandydat, który uzyskał mniejszość w głosowaniu powszechnym, uzyskuje przewagę w kolegium elektorskim i zostaje prezydentem. Taka sytuacja miała miejsce w latach: 1824, 1876, 1888, 2000 i ostatnio w 2016 roku.
Od początku istnienia Stanów Zjednoczonych istnieją dwie główne partie polityczne, które praktycznie zduopolizowały władzę w tym kraju. Najstarszą z nich jest powstała w końcu XVIII wieku Partia Demokratyczna (wcześniej znana jako partia Republikańska i Republikańsko-Demokratyczna), której przeciwnikiem było początkowo stronnictwo Federalistów, potem Partia Wigów a obecnie powstała w latach 50. XIX wieku Partia Republikańska. Obecnie w Białym Domu zasiada republikanin Donald Trump wybrany w wyborach prezydenckich w 2024 roku.
Nigdy w historii Stanów Zjednoczonych nie zdarzyło się (oprócz pierwszych wyborów, które wygrał bezpartyjny George Washington), aby wybory wygrał kandydat niezależny lub reprezentujący tzw. „trzecie partie”. Jednak udawało im się niekiedy uzyskać poważne poparcie, jak w roku 1912, kiedy kandydat Partii Postępowej i były prezydent Theodore Roosevelt zajął drugie miejsce przed oficjalnym kandydatem republikanów (w tych samych wyborach socjalista Eugene Victor Debs uzyskał około miliona głosów), w roku 1968 kiedy gubernator Alabamy George Wallace uzyskał około 10 milionów głosów i 46 w kolegium elektorskim, co umożliwiło wobec podziału w obozie demokratów zwycięstwo Richardowi Milhousowi Nixonowi oraz w latach 1992 i 1996, kiedy kandydat Partii Reform Ross Perot uzyskał kolejno 19 milionów i osiem milionów głosów, co dało zwycięstwo Williamowi Jeffersonowi Billowi Clintonowi.